# Virginia Hill
Virginia Hill (geboren als Onie Virginia Hill am 26. August 1916 in Lipscomb, Alabama; verstorben am 24. März 1966 in Koppl bei Salzburg) war eine Angehörige der organisierten Kriminalität der Vereinigten Staaten von Amerika.

## Leben
Im Jahr 1931 heiratete sie als Schulabbrecherin, fünfzehnjährig, den damals sechzehnjährigen George Randell. 1933 übersiedelten beide nach Chicago, da Hill hoffte, dort in der Unterhaltungsbranche Fuß fassen zu können. Diese Absicht schlug fehl, sie fand einen Arbeitsplatz als Kellnerin in einem von der organisierten Kriminalität besuchten Lokal und ergänzte ihre Einkünfte als Prostituierte.
Durch Bekanntschaften mit Persönlichkeiten der Halbwelt und der Unterwelt erreichte sie einen Status als prominente Gangsterbraut, so etwa als Gefährtin der bekannten Kriminellen Charles Fischetti – Cousin von Al Capone – sowie Benjamin „Bugsy“ Siegel. Zudem agierte sie als Kurierin für kriminelle Auftraggeber.
Im Jahr 1950 lernte sie bei Wintersportferien in Sun Valley den aus Österreich stammenden Skilehrer Hans Hauser kennen. Beide heirateten, der Ehe entstammte der gemeinsame Sohn Peter Hauser.
1951 wurde sie vorgeladen, um bei den Kefauver-Hearings zur Untersuchung der organisierten Kriminalität als Zeugin auszusagen. Sie verneinte dort, Kenntnis über kriminelle Vorgange zu besitzen, wurde aber dennoch vom Time-Magazine als „Königin der Gangster-Liebchen“ bezeichnet.

### Salzburger Zeit
Im Jahr 1954 wurde sie wegen Steuerhinterziehung steckbrieflich gesucht und floh mit ihrem Sohn nach Salzburg. Sie lebte dort eingangs mit ihrem Mann und ihrem Sohn am Anwesen von dessen Familie auf der Zistelalm am Gaisberg, zog sich aber nach wenigen Jahren in eine Berghütte bei Unken zurück, um dort ihre Memoiren zu verfassen.
In einer österreichischen Fernsehdokumentation aus dem Jahr 2020 wird die Theorie vertreten, dass sie ihre Memoiren mit dem Ziel verfasst habe, durch ein Enthüllungsbuch mit Interna der organisierten Kriminalität Zahlungen der Mafia an sie zu erreichen. Auch in weiteren Medien wurde darüber berichtet.
Die letzte Zeit ihres Lebens verbrachte sie in einer Pension in der Landeshauptstadt Salzburg.

### Tod
Am 24. März 1966 verstarb Hill im Alter von 49 Jahren in Koppl an einer Überdosis Schlaftabletten. Ihr lebloser Körper war von einem Spaziergänger in einem Waldstück gefunden worden. Aufgrund des Verschwindens der Akten der zuständigen Staatsanwaltschaft ist nicht bekannt, ob sie die Schlaftabletten versehentlich, in Absicht eines Freitodes oder durch Einwirkung Dritter eingenommen hatte. Öffentlich wird zumeist angenommen, dass sie zur Einnahme dieser, aufgrund ihrer ehemaligen Verbindungen zur Cosa Nostra und entsprechenden Geldschulden, gezwungen worden war.
Virginia Hill ist wie ihr Ehemann Hans Hauser und ihr Sohn Peter am Friedhof Aigen beerdigt.

## Mediale Rezeption (Auswahl)

### Fernsehfilm, Serie, Film
- Virginia – Das ungelöste Rätsel der Salzburger Mafiabraut, ServusTV, Ausstrahlung am 6. September 2020[10]
- Mafia – Die Paten von New York, Teil 6, Schmutzige Geschäfte. Serie bei Amazon Prime
- Virginia Hill: Mistress to the Mob

### Musical
- Virginia Hill, von Peter Blaikner & Konstantin Wecker[11]